# Patrizia Barbieri
Patrizia Barbieri (Cremona, 8 maggio 1960) è una politica italiana, sindaco di Piacenza dal 2017 al 2022 e presidente della provincia di Piacenza dal 2018 al 2022.

## Biografia
Laureata in giurisprudenza presso l'Università degli Studi di Parma, ha uno studio legale (insieme ad alcuni soci) a Piacenza dove lavora come avvocato civilista e come libera professionista: residente a Castelvetro Piacentino, è sposata e ha due figlie.
Eletta per la prima volta Sindaco di Castelvetro Piacentino alle elezioni del 20 novembre 1994 (a turno unico essendo il Comune al di sotto dei 15 000 abitanti), Patrizia Barbieri è stata la prima donna sindaca di quella cittadina, nonché la prima ad essere eletta direttamente dai cittadini (in precedenza il sindaco veniva eletto dal Consiglio Comunale). Esponente di una lista civica locale ispirata al centrodestra, in quelle elezioni ha ottenuto 1.483 preferenze pari al 41,51% dei voti sconfiggendo due liste civiche e il PRC, ciascuno con propri candidati Sindaco rivali tra loro; dopo il suo primo mandato è stata rieletta per un secondo mandato consecutivo alle elezioni del 29 novembre 1998 ottenendo 2.290 preferenze pari al 67,00% dei voti contro il candidato dell'Ulivo: il suo incarico come sindaco di Castelvetro Piacentino è durato fino alle elezioni del 26 maggio 2003 in cui secondo le leggi vigenti non si poteva candidare per un terzo mandato consecutivo e quindi ha lasciato l'ufficio al nuovo Sindaco Francesco Marcotti (centrodestra).
Candidata nella lista civica Oltre i partiti (collegata con la Casa delle Libertà fin dal primo turno) alle elezioni provinciali del 2004, viene eletta come consigliera provinciale per il collegio plurinominale Monticelli d'Ongina (che include i Comuni di Castelvetro Piacentino, Monticelli d'Ongina e Villanova sull'Arda) in quota all'opposizione di centrodestra guidata da Tommaso Foti: a livello provinciale la lista civica Oltre i partiti ha ottenuto 10.237 preferenze pari al 7,32% dei voti ottenendo un solo seggio (quello di Patrizia Barbieri).
Nel quinquennio 2009-2014 ha partecipato, come assessore, alla giunta provinciale di Massimo Trespidi (composta da PdL, LN e UdC).
Nel 2017 si candida a sindaca di Piacenza sostenuta da una coalizione di centro-destra (formata da Forza Italia, Lega Nord, Fratelli d'Italia, il Partito Pensionati e da una lista civica) vincendo al ballottaggio con il 58,54% dei voti battendo il candidato di centro-sinistra Paolo Rizzi.
Il 31 ottobre 2018 viene eletta anche presidente della provincia di Piacenza diventando la prima donna a ricoprire tale carica.
In vista delle elezioni amministrative del 2022 si ricandida per un secondo mandato come sindaca di Piacenza, ma viene sconfitta al ballottaggio con il 46,54% dei voti, battuta dalla candidata di centrosinistra Katia Tarasconi e, di conseguenza, decade anche come presidente della provincia di Piacenza, a cui succede Monica Patelli, sindaco di Borgonovo Val Tidone.